# Fontenay-le-Pesnel

Fontenay-le-Pesnel este o comună în departamentul Calvados, Franța. În 1 ianuarie 2022 avea o populație de 1.237 de locuitori.